# D-Unit
D-Unit (hangul: 디유닛) var en sydkoreansk tjejgrupp bildad 2012 av D-Business Entertainment som var aktiv till 2014 och som officiellt upplöstes 2016.
Gruppen bestod av de fyra medlemmarna Ram, UJin, Zin och JNey.

## Medlemmar
| Artistnamn   | Artistnamn | Födelsenamn   | Födelsenamn | Födelsedatum      | Medlemstid |
| Romanisering | Hangul     | Romanisering  | Hangul      | Födelsedatum      | Medlemstid |
| ------------ | ---------- | ------------- | ----------- | ----------------- | ---------- |
| Ram          | 람         | Jeon Woo-ram  | 전우람      | 21 september 1987 | 2012-2016  |
| UJin         | 유진       | Jung Yoo-jin  | 정유진      | 23 oktober 1989   | 2012-2013  |
| Zin          | 진         | Kwak Soo-jin  | 곽수진      | 10 april 1993     | 2012-2016  |
| JNey         | 제이니     | Byun Seung-mi | 변승미      | 14 december 1998  | 2013       |

## Diskografi

### Studioalbum
| Albuminformation                             | Topplacering          |
| Albuminformation                             | Sydkorea (Gaon Chart) |
| -------------------------------------------- | --------------------- |
| Welcome to Business - Släppt: 1 augusti 2012 | —                     |
| Affirmative Chapter 1 - Släppt: 4 mars 2013  | —                     |

### Singlar
| År   | Titel             | Topplacering          |
| År   | Titel             | Sydkorea (Gaon Chart) |
| ---- | ----------------- | --------------------- |
| 2012 | "I'm Missin' You" | 57                    |
| 2012 | "Luv Me"          | 93                    |
| 2013 | "Talk to My Face" | 53                    |
| 2013 | "Thank You"       | 75                    |
| 2013 | "It's You"        | —                     |